# Бука (місто)
Бука (узб. Bo'ka; в перекладі — «Бик») — місто в Ташкентській області Узбекистану, приблизно в 65 км на південь від Ташкенту, в 32 км на південний — захід від залізничної станції Той-Тепа.

## Клімат
Клімат Буки - різко континентальний із сухим спекотним літом та вологою м'якою зимою. Середня температура: +27 °C - у липні і від -1 °C до +1 °C - у січні.

## Населення
У місті проживає понад 38 тисяч осіб. Національний склад різноманітний. Крім узбеків, тут мешкають росіяни, українці, таджики, греки, татари, корейці та цигани.

## Економіка
У місті за радянських часів був бавовноочисний завод і Технікум механізації сільського господарства. На початку XXI століття керівництвом Узбекистану був закритий ряд бавовноочисних заводів, тому на середину 2007 року відомості про наявність у Буці бавовноочисного заводу не підтверджені.

## Транспорт
Важливий транспортний вузол. Бука стоїть на роздоріжжі Великого Шовкового Шляху і має важливе значення для перевезення вантажів. Усередині міста працюють маршрутні таксі. 
Також із міста можна потрапити до будь-якої точки країни. Міжміські автобуси курсують Ташкент, Алмалик, Бекабад, Ангрен та інші міста.

## Спорт
У місті є футбольний клуб з однойменною назвою — Бука, а також — плавальний басейн.

## Визначні пам'ятки
- У місті є два парки
- Меморіали «Історія Радянського Союзу» на пагорбі (на даний момент меморіали демонтовані)

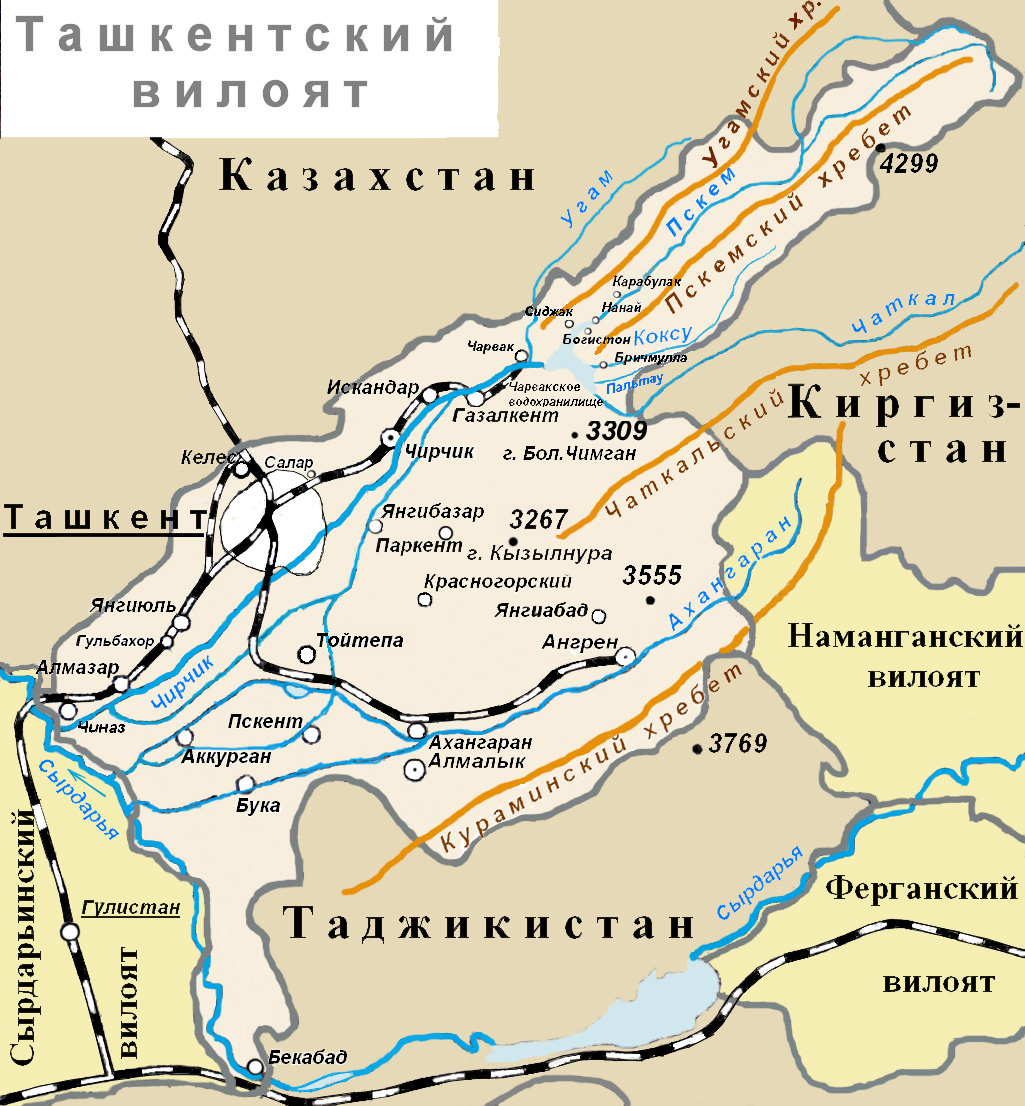
Карта — схема Ташкентської області (вілоята)

- Краєзнавчий музей.
- Пам'ятник скорботної матері.

## Відомі люди
- Дранга, Юрій Петрович – акордеоніст, народний артист Росії.

- Віталій Цой - заслужений культурний діяч.

- Олександр Шадрін – футболіст збірної Узбекистану.
- | - п - о - р Міста і селища Ташкентської області (2005) | - п - о - р Міста і селища Ташкентської області (2005)                                                                                                                                      |
| ------------------------------------------------------ | --- |
| Міста                                                  | Аккурган · Алмалик · Ангрен · Ахангаран · Бекабад · Бука · Газалкент · Дустобод · Келес · Паркент · Пскент · Тойтепа · Чиназ · Чирчик · Янгіобод · Янгіюль                                  |
| Міські селища                                          | Алімкент · Алмазар · Бозсу · Гульбахор · Ешангузар · Зафар · Іскандар · Кібрай · Красногорськ · Нурабад · Салар · Туябугуз · Уртааул · Чарвак · Чигірік · Янгібазар · Янгіхаят · Янгі-Чиназ |